# Hemiksem
Hemiksem ist eine Gemeinde mit 12.396 Einwohnern (Stand 1. Januar 2024) in der Region Flandern in Belgien. Sie liegt 10 Kilometer südlich von Antwerpen am rechten (östlichen) Ufer der Schelde in der Provinz Antwerpen.

## Verkehr
Die nächsten Autobahnabfahrten befinden sich bei Antwerpen am südlichen Autobahnring sowie bei Slijkhoek und Kontich an der A 1 / E 19. 
 
In Mortsel und Kontich befinden sich die nächsten Regionalbahnhöfe und in Antwerpen halten auch überregionale Schnellzüge. 

Der Flughafen Antwerpen ist der nächste Regionalflughafen.

## Söhne und Töchter der Gemeinde
- Julius van Nuffel (1883–1953), Priester, Kirchenmusiker und Komponist
- Willy Lauwers (1936–1959), Radrennfahrer
- Eddy Reyniers (1946–2023), Radrennfahrer